# Sofia Open 2021
Sofia Open 2021 byl tenisový turnaj mužů na profesionálním okruhu ATP Tour hraný v aréně Armeec na dvorcích s tvrdým povrchem. Probíhal mezi 27. zářím až 3. říjnem 2021 v bulharské metropoli Sofii jako šestý ročník turnaje.
Turnaj dotovaný 481 270 eury patřil do kategorie ATP Tour 250. Do dvouhry nastoupilo dvacet osm hráčů a ve čtyřhře startovalo šestnáct párů. Nejvýše nasazeným hráčem ve dvouhře se stal čtrnáctý tenista světa Jannik Sinner. Jako poslední přímý účastník do hlavní soutěže nastoupil 74. hráč žebříčku, Španěl Pablo Andújar.
Čtvrtou singlovou trofej na okruhu ATP Tour vybojoval 20letý Ital Jannik Sinner, jenž poprvé v kariéře obhájil trofej. Poražený finalista Gaël Monfils postoupil do finále dvouhry na túře ATP sedmnáctou sezónu v řadě, což po 18 sezónách Nadala představovalo druhou nejdelší šňůru mezi aktivními hráči. Deblovou soutěž ovládli Britové Jonny O'Mara a Ken Skupski, kteří získali první společnou trofej.

## Rozdělení bodů a finančních odměn

### Rozdělení bodů
| Soutěž  | vítězové | finalisté | semifinalisté | čtvrtfinalisté | 16 v kole | 32 v kole | Q  | Q2 | Q1 |
| ------- | -------- | --------- | ------------- | -------------- | --------- | --------- | -- | -- | -- |
| dvouhra | 250      | 150       | 90            | 45             | 20        | 0         | 12 | 6  | 0  |
| čtyřhra | 250      | 150       | 90            | 45             | 0         | —         | —  | —  | —  |

### Finanční odměny
| Soutěž                              | vítězové | finalisté | semifinalisté | čtvrtfinalisté | 16 v kole | 32 v kole | Q2      | Q1      |
| ----------------------------------- | -------- | --------- | ------------- | -------------- | --------- | --------- | ------- | ------- |
| dvouhra                             | 41 145 € | 29 500 €  | 14 000 €      | 9 000 €        | 5 415 €   | 5 285 €   | 2 645 € | 1 375 € |
| čtyřhra                             | 15 360 € | 11 000 €  | 7 250 €       | 4 710 €        | 2 760 €   | —         | —       | —       |
| částka ve čtyřhře je uvedena na pár |          |           |               |                |           |           |         |         |

## Dvouhra mužů

### Nasazení
| Stát                         | Hráč                        | ATP | Nasazení |
| ---------------------------- | --------------------------- | --- | -------- |
| Itálie                       | Jannik Sinner               | 14. | 1.       |
| Francie                      | Gaël Monfils                | 20. | 2.       |
| Austrálie                    | Alex de Minaur              | 21. | 3.       |
| Kazachstán                   | Alexandr Bublik             | 34. | 4.       |
| Srbsko                       | Filip Krajinović            | 37. | 5.       |
| Francie                      | Adrian Mannarino            | 43. | 6.       |
| Španělsko                    | Alejandro Davidovich Fokina | 45. | 7.       |
| Austrálie                    | John Millman                | 48. | 8.       |
| Žebříček ATP k 20. září 2021 |                             |     |          |

### Jiné formy účasti
Následující hráčí obdrželi divokou kartu do hlavní soutěže:
- Adrian Andrejev
- Dimitar Kuzmanov
- Alexandar Lazarov

Následující hráči postoupili z kvalifikace:
- Jegor Gerasimov
- Illja Marčenko
- Pedro Martínez
- Andreas Seppi

Následující hráč postoupil z kvalifikace jako šťastný poražený:
- Kamil Majchrzak

### Odhlášení
před zahájením turnaje
- Roberto Bautista Agut → nahradil jej  James Duckworth
- Alexandr Bublik → nahradil jej  Kamil Majchrzak
- Marin Čilić → nahradil jej  Gianluca Mager
- Mackenzie McDonald → nahradil jej  Emil Ruusuvuori

## Mužská čtyřhra

### Nasazení
| Stát                                                                                  | Hráč           | Stát      | Hráč               | ATP | Nasazení |
| ------------------------------------------------------------------------------------- | -------------- | --------- | ------------------ | --- | -------- |
| Finsko                                                                                | Henri Kontinen | Japonsko  | Ben McLachlan      | 81. | 1.       |
| Bosna a Hercegovina                                                                   | Tomislav Brkić | Srbsko    | Nikola Ćaćić       | 93. | 2.       |
| Rakousko                                                                              | Oliver Marach  | Rakousko  | Philipp Oswald     | 95. | 3.       |
| Austrálie                                                                             | Luke Saville   | Austrálie | John-Patrick Smith | 97  | 4.       |
| Žebříček ATP k 20. září 2021; číslo je součtem žebříčkového postavení obou členů páru |                |           |                    |     |          |

### Jiné formy účasti
Následující páry obdržely divokou kartu do hlavní soutěže:
- Adrian Andrejev /  Alexandar Lazarov
- Alexandr Donskij /  Dimitar Kuzmanov

Následující pár nastoupil z pozice náhradníka:
- Plamen Milušev /  Radoslav Šandarov

### Odhlášení
před zahájením turnaje
- Jérémy Chardy /  Hugo Nys → nahradili je  André Göransson /  Hugo Nys
- Matthew Ebden /  Jonatan Erlich → nahradili je  Jonatan Erlich /  Dominic Inglot
- Sander Gillé /  Joran Vliegen → nahradili je  Jonny O'Mara /  Ken Skupski
- Marcos Giron /  Mackenzie McDonald → nahradili je  Lorenzo Musetti /  Andrea Vavassori
- Pedro Martínez /  Jaume Munar → nahradili je  Plamen Milušev /  Radoslav Šandarov

## Přehled finále

### Mužská dvouhra
- Jannik Sinner  vs.  Gaël Monfils, 6–3, 6–4

### Mužská čtyřhra
- Jonny O'Mara /  Ken Skupski vs.  Oliver Marach /  Philipp Oswald, 6–3, 6–4